# Kościół Niepokalanego Poczęcia Najświętszej Maryi Panny w Starej Kornicy
Kościół Niepokalanego Poczęcia Najświętszej Maryi Panny – rzymskokatolicki kościół parafialny należący do dekanatu Janów Podlaski diecezji siedleckiej.

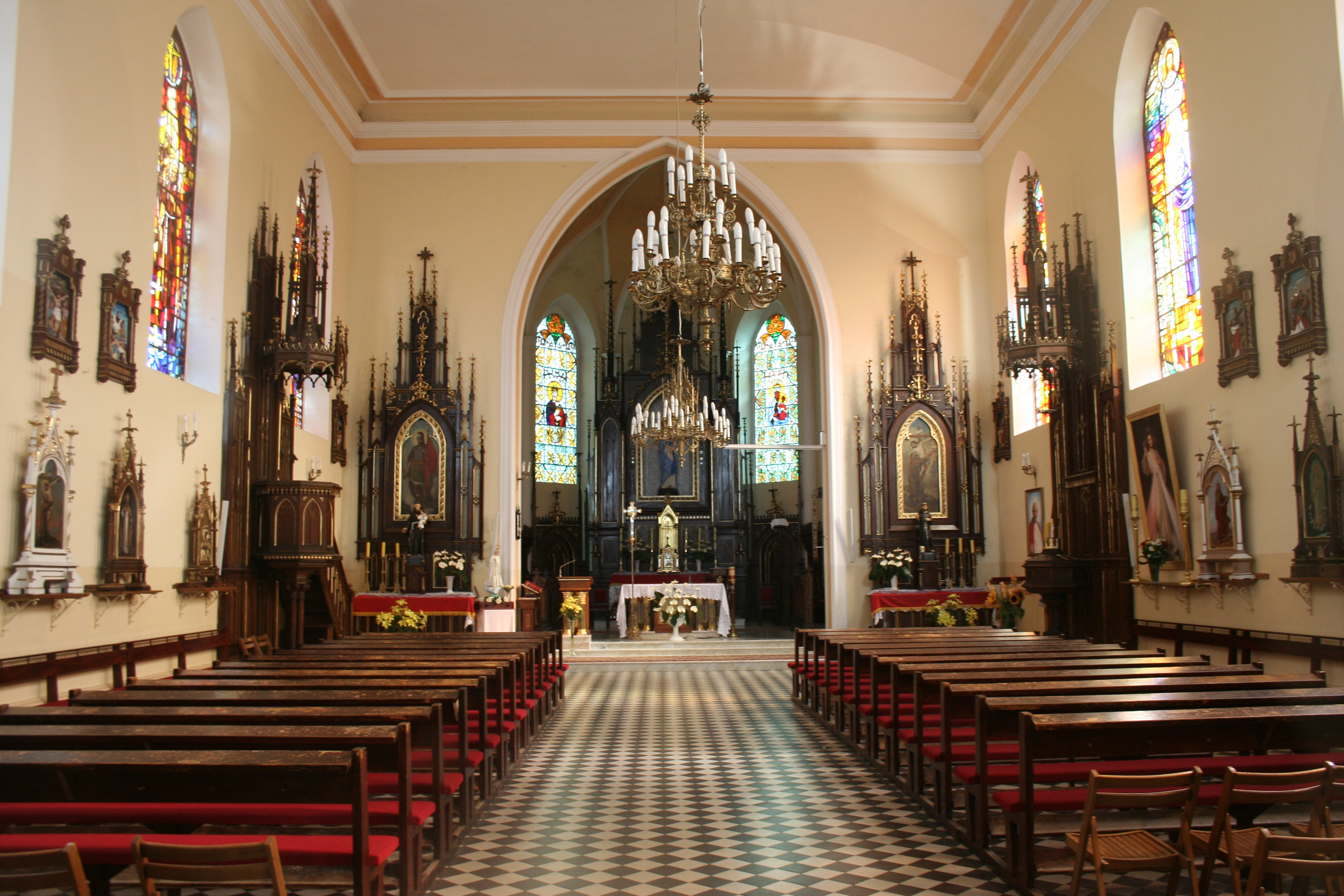
Wnętrze świątyni

Budowa świątyni została rozpoczęta w 1906 roku. Prace budowlane prowadził główny majster Koter, pochodzący z Puław. On to razem z robotnikami, w ciągu roku wybudował kościół w stylu neogotyckim. Budowla została konsekrowana przez biskupa Franciszka Jaczewskiego w 1908 roku.
W kruchcie kościoła znajduje się tabliczka pamiątkowa upamiętniająca o zawarty tu, w tajemnicy przed władzami okupacyjnymi, związek małżeński dwojga partyzantów Lucyny Czajki pseudonim Brylant i Stanisława Kujawińskiego pseudonim Żonkil.